# 22277 Hirado
22277 Hirado este o planetă minoră (asteroid), cu un diametru de 4,086 km, din centura de asteroizi. A fost descoperită pe 14 noiembrie 1982 la Kiso Observatory⁠(d) de Hiroki Kosai⁠(d). 
Obiectul prezintă o orbită caracterizată de o semiaxă mare de 2,6000544 UAi, o excentricitate de 0,17, o înclinație de 13,05993 ° în raport cu ecliptica.